# Bonaventure Baron
Pour les articles homonymes, voir Baron.
Bonaventure Baron  (Clonmel (Irlande) 1610, † Rome 18 mars 1696), en latin Baronius, est un théologien franciscain irlandais actif à Rome.

## Biographie
Neveu du célèbre franciscain irlandais Luc de Wadding il est originaire de Clonmel (Irlande). Il fait toutes ses études à Rome, au nouveau Collège Saint Isidore fondé par son oncle, et est ordonné prêtre dans cette ville. Il est nommé professeur au Collège Saint-Isidore le 4 septembre 1635, d’abord de philosophie, puis de théologie. Il allait y enseigner pendant une vingtaine d’années aux franciscains irlandais exilés. Ensuite, il voyage un peu partout en Europe : on le retrouve à Venise, Schwaz (Tyrol), Cologne, Salzbourg, Wurtzbourg, Paris, Lyon, Milan et Florence. A la fin des années 1670 ou au début des années 1680, il retourne à Rome et reprend son enseignement de théologie, jusqu’à ce que la cécité le gagnant l’oblige progressivement à se retirer. Fin philosophe et théologien, il est l’auteur d’importants cours de philosophie et de théologie scotiste, et Benignus Millett le considère comme la plus importante figure de l’école de Saint-Isidore après Luc de Wadding. Il était également versé dans les sciences historiques : en 1676, il fut nommé historiographe et théologien personnel de Cosme III de Médicis, Grand Duc de Toscane.

## Œuvres imprimées
- Panegyrici sacro-prophani, Romae, 1643 ; Lugduni, 1656 ;
- Prolusiones philosophicae, logicis et physicis materiis bipartitae, Romae, 1651 ;
- Divus Anitius Manlius Boetius absolutus : sive De consolatione theologiae, libri quatuor, Romae, 1653 ;
- Fr. I. Duns Scoti per universam philosophiam, logicam, physicam, metaphysicam, ethicam contra adversantes defensus, quaestionum novitate amplificatus, 3 vols, Coloniae Agrippinae, 1664 ;
- Joannes Duns Scotus,... de Deo trino, contra adversantes quosque defensus, Lugduni, 1668 ;
- Opuscula, Lugduni, 1669 ;
- Io. Duns Scotus defensus et amplificatus de Angelis, Florentiae, 1676.